# أكادير
أكادير (باللغات الأمازيغية: ⴰⴳⴰⴷⵉⵔ) هي مدينة مغربية، تقع على طول ساحل المحيط الأطلسي، بالقرب من سفح جبال الأطلس، إلى الشمال مباشرة من النقطة التي يلتقي فيها نهر سوس بالمحيط، وعلى بعد حوالي 509 كيلومترًا (316 ميلًا) جنوب الدار البيضاء. وهي عاصمة عمالة أكادير إداوتنان وجهة سوس ماسة.
أكادير إحدى المراكز الحضرية الرئيسية في المغرب. عدد سكانها حوالي 924.000 نسمة حسب تعداد 2014م. وحوالي 346,106 نسمة وفقا لتعداد 2004م، وبلغ عدد سكان عمالة أكادير إداوتنان كلها 487,954 نسمة.
تشتهر أكادير بأنها عاصمة الثقافة الأمازيغية في المغرب. وهي إحدى المدن المغربية الكبرى القليلة التي يتحدث أكثر من نصف سكانها اللغة الأمازيغية (إحدى اللغتين الرسميتين في المغرب). أما اللغة المحلية في المنطقة (تشلحيت) فيتحدث بها 222,000 شخص يمثلون 53.7% من إجمالي السكان. تعتبر أكادير أيضًا ملتقى عدة مهرجانات أمازيغية، مثل رأس السنة الأمازيغية الذي يُحتَفى به في 13 يناير من كل عام في جميع أنحاء المدينة، وخاصة وسط المدينة، ومهرجان بوجلود هو تقليد أمازيغي قديم آخر يحتفل به في ضواحي المدينة. إضافة إلى مهرجان إسني نورغ الدولي، وهو مهرجان للأفلام الأمازيغية. كما تعتبر أكادير مسقط رأس العديد من أعمدة الموسيقى الشلحية والأمازيغية، مثل إزنزارن وأودادن وغيرهم.
اكتسبت أكادير أهمية تاريخية باعتبارها موقع أزمة أكادير عام 1911م التي كشفت عن التوترات بين فرنسا وألمانيا، مما أنذر بالأحداث التي سبقت الحرب العالمية الأولى. ضرب المدينة زلزال مدمر عام 1960م؛ وأعيد بناؤها بالكامل وفقًا للمعايير الهندسية الإلزامية. تعتبر أكادير اليوم أكبر منتجع ساحلي في المغرب، حيث ينجذب السياح الأجانب والعديد من السكان إلى مناخها المعتدل على مدار العام بشكل غير عادي. مناخها الشتوي المعتدل (متوسط درجة الحرارة في منتصف النهار في يناير 20.5 درجة مئوية/69 درجة فهرنهايت)، والشواطئ الجيدة جعلت منها وجهة رئيسية "لشمس الشتاء" بالنسبة لشمال أوروبا، بشكل جيد من خلال الرحلات الجوية منخفضة التكلفة منذ عام 2010م والطريق السريع من طنجة.

## التسمية
أڭادير، الاسم الحالي للمدينة، اسم أمازيغي يعني الحصن المنيع، كما يعني مخزن الممتلكات أو مخزن الحبوب. وقد أطلقت على المدينة عدة أسماء مختلفة منذ نهاية القرن الخامس عشر الميلادي، منها ما هو محلي مثل: أڭادير إيغير، وأڭادير لْعَرْبا، ولعين لْعَرْبا، وفونتي، وتِڭْمي أوڭادير لْعَرْبا، وتِڭْمي أورومي. وهناك أسماء أخرى وجدت في خرائط ووثائق رسمية دولية، وأشهر أسمائها اسم "بورطو ميسكينوم" (ميناء قبيلة مسكينة). وبلغ مجموع هذه الأسماء حوالي عشرين اسماً، إلا أن أغلبها اندثر مع مرور الزمن.

## التاريخ

### سقوط أكادير 1541م
كانت أكادير قاعدةٌ برتُغالية مُنذ سنة 1505م وقام السعديون بطردهم عام 1541م.

### أزمة أكادير 1911م
في عام 1911م، رست المدمرة الألمانية بانثر بالمدينة لحماية الجالية الألمانية المقيمة فيها، مما أحدث ما يعرف بأزمة أكادير بين فرنسا وألمانيا، والتي أدت لاحقا إلى إعلان المغرب كله محمية فرنسية عامَ 1912م.

### زلزال أڭادير 1960م
في 29 فبراير 1960م، وفي تمام الساعة 11 ليلا دمر زلزال المدينة بشكل شبه تام، فخلال 15 ثانية دفن 000 15 شخص تحت الأنقاض. وسجلت إحصاءات الكارثة الطبيعية التي أصابت المدينة، أعلى رقم في الخراب، حيث أصاب الدمار جل أحيائها: تالبرجت القديمة، منطقة القصبة. وهي مناطق على شق زلزالي، تسبب في الماضي، في عدة اضطرابات للغلاف الأرضي تحتها. لكن في سنة 1960م، كان له الوقع الشديد الذي أدى إلى الدمار الكاسح للمدينة. وبعد الزلزال، انخفض عدد سكان المدينة إلى 16000 نسمة، بعد أن كان يراوح 45000 نسمة قبله.

### بعد زلزال 1960م
صرح الملك محمد الخامس قائلاً: «لئن حكمت الأقدار بخراب أكادير، فإن بنائها موكول إلى إرادتنا وإيماننا». فتم بناء أكادير الجديدة جنوب المدينة القديمة. وتميزت المدينة الجديدة بشوارعها الفسيحة وبناياتها الحديثة ومقاهيها. وهي ثاني مدينة سياحية مغربية بعد مراكش لشواطئها الزرقاء وسمائها الصافية.
- الأحياء الصناعية: تتضمن على الخصوص حي أنزا وحي البطوار وكلاهمـا لم يتضرر من الزلزال. فحي البطوار هو حي صناعي جنوبي يشغل 256 هكتارا، عرف ارتفاعا في قدرته الإيوائية.

- المنطقة السياحية: وتشمل كل الأراضي الساحلية داخل المحيط الحضري، حتى شارع محمد الخامس، لتتسع جنوبا. وتبلغ مساحتها 190 هكتارا، لبناء الفنادق.

### 2020
في 4 فبراير 2020، حل الملك محمد السادس بأكادير، وأشرف على إطلاق برنامج التنمية الحضرية لأكادير (2020-2024)، والذي تناهز كلفته 6 ملايير درهم، والذي يهدف إلى الارتقاء بالمدينة وتعزيز جاذبيتها كوجهة سياحية وطنية ودولية، وتحسين ظروف عيش ساكنة أكادير، وتقوية البنيات التحتية الأساسية، وتحديث الشبكة الطرقية وتوسيعها، ويشمل هذا البرنامج أيضاً تأهيل كورنيش المدينة، وإحداث المزيد من المساحات الخضراء، وبناء العديد من ملاعب القرب، والقاعات المغطاة، والمسابح.

## التعليم

### التعليم الإبتدائي
| - مجموعة مدارس مسكينة (حي إغيل أضرضور). - مدرسة 2 مارس (حي تيكيوين). - مدرسة ابن بطوطة (حي أمسرنات). - مدرسة ابن حنبل (حي القدس). - مدرسة ابن سينا (حي الموظفين). - مدرسة أبو بكر الصديق (حي أغروض بنسركاو). - مدرسة أدرار (حي أدرار). - مدرسة إدريس بن الزكري (حي الفرح). - مدرسة الأدارسة (حي الهدى). - مدرسة الإزدهار (حي السلام). - مدرسة الأطلس (حي تيليلا). - مدرسة التقدم (حي تالبورجت). - مدرسة التقدم 2 (حي الهدى). - مدرسة الحي المحمدي (الحي المحمدي). - مدرسة السلام (حي السلام). - مدرسة الشعبي (حي الهدى). - مدرسة الطاهر الفراني (حي بنسركاو). - مدرسة الغزالي (حي تيكيوين). - مدرسة الفارابي (حي بوتسرا). - مدرسة الفتح (حي بوركان). | - مدرسة الفرح (حي السلام). - مدرسة المجاهدين (حي الداخلة). - مدرسة المحيط (حي أنزا). - مدرسة المختار السوسي (حي أنزا). - مدرسة المرينين (حي تيليلا). - مدرسة المسيرة (حي المسيرة). - مدرسة المصامدة (حي تيكيوين). - مدرسة المطار (حي بنسركاو). - مدرسة المغرب العربي (حي المسيرة). - مدرسة النجاح (حي النجاح). - مدرسة النصر (حي بوركان). - مدرسة الوحدة (حي بنسركاو). - مدرسة الوفاء (حي الوفاء). - مدرسة اليوسفية. - مدرسة بئر انزران (حي أساكا). - مدرسة تدارت (حي تدارت). - مدرسة خالد ابن الوليد. - مدرسة سكينة بنت الحسين (الحي الصناعي). - مدرسة شاعر الحمراء (حي الخيام). - مدرسة عبد الرحيم بوعبيد (حي تدارت). | - مدرسة عبد العزيز الماسي (الحي المحمدي). - مدرسة عبد الله الكرسيفي (حي الوفاق). - مدرسة عبد المجيد بن جلون (حي إيراك بوركان). - مدرسة عبد المومن بن علي (حي تدارت). - مدرسة علال بن عبد الله (حي تدارت). - مدرسة علي أزايكو (حي تدارت). - مدرسة عمر ابن الخطاب (حي الموظفين). - مدرسة عمر بن عبد العزيز (حي تيكيوين). - مدرسة فاطمة الفهرية (الحي الصناعي). - مدرسة محمد الخويبي (حي الحسنية). - مدرسة يعقوب المنصور (حي تيكيوين). - مدرسة.كوم (حي تدارت). |

### التعليم الإعدادي
| - إعدادية 11 يناير (الحي المحمدي). - إعدادية 20 غشت (حي بوركان). - إعدادية ابن الهيثم (حي الداخلة). - إعدادية ابن خلدون (حي أنزا). - إعدادية ابن طفيل (حي الفرح). - إعدادية أبي فراس الحمداني (حي أساكا). - إعدادية أحمد شوقي (حي تمديد الداخلة). - إعدادية إدريس الحريزي (حي تيكيوين). - إعدادية الإنبعاث (حي السلام). - إعدادية البحتري (حي تيكيوين). - إعدادية الخليل (حي تيليلا). | - إعدادية الفضية (حي الداخلة). - إعدادية القدس (الحي المحمدي). - إعدادية المهدي بن تومرت (حي الهدى). - إعدادية الهدى (حي الهدى). - إعدادية جمال الدين الأفغاني (حي تدارت). - إعدادية رام الله (حي تدارت). - إعدادية سوس العالمة (الحي السويسري). - إعدادية عبد العالي بن شقرون (حي الوفاق). - إعدادية محمد السادس (حي إحشاش). - إعدادية محمد الشيخ السعدي (حي مولاي يوسف). - إعدادية وادي المخازن (حي الخيام). |

### التعليم الثانوي
| - ثانوية 6 نونبر (حي تيليلا). - ثانوية ابن حزم (حي الفرح). - ثانوية ابن ماجة (حي الداخلة). - ثانوية أبي العباس السبتي (حي الفرح). - ثانوية أجدير (حي الهدى). - ثانوية الإدريسي التقنية (الحي الصناعي). - ثانوية الأمل (تيكوين). - ثانوية الخليج (حي أنزا). - ثانوية الدرفوفي (تيكوين). - ثانوية المتنبي (حي أنوار سوس). | - ثانوية المجد (الحي المحمدي). - ثانوية أنوال (حي الخيام). - ثانوية بدر (حي الفرح). - ثانوية رضا السلاوي (حي إحشاش). - ثانوية عبد الكريم الخطابي (حي الخيام). - ثانوية عمرو بن العاص (حي تدارت). - ثانوية للا مريم (الحي السويسري). - ثانوية محمد الزرقطوني (حي الخيام). - ثانوية محمد عابد الجابري (حي السلام). - ثانوية يوسف بن تاشفين (الحي السويسري). |

### جامعة ابن زهر
- المدرسة العليا للتربية والتكوين.
- المدرسة العليا للتكنولوجيا.
- المدرسة الوطنية للتجارة والتسيير.
- المدرسة الوطنية للعلوم التطبيقية.
- المدرسة الوطنية للهندسة المعمارية.
- كلية الآداب والعلوم الإنسانية.
- كلية الطب والصيدلة.
- كلية العلوم.
- كلية العلوم القانونية والإقتصادية والإجتماعية.

### الجامعة الدولية لأكادير
- ESTTH: المدرسة العليا للسياحة والتكنولوجيا الفندقية، وبها شعبة التسيير والتدبير السياحي والفندقي.
- ISIAM: مؤسسة إيزيام والتي أصبحت منذ 2012 تحمل اسم كلية علوم التدبير، وتضم شعبة التسويق والتدبير التجاري، وشعبة المالية ومراقبة التسيير، وشعبة تدبير الموارد البشرية، والإعلاميات والمالية والبنك.
- Sup’H.Droit : المدرسة العليا لعلوم التواصل، وهي مدرسة خاصة بالقانون والعلوم السياسية والإنسانية، وهي تقوم بتدريب الطلاب في مهن القانون والتواصل والصحافة.
- المدرسة المتعددة التقنيات للمهندسين، والتي تدرس بها شعب الهندسة الكهربائية والهندسة الصناعية وهندسة الإعلاميات والهندسة الميكانيكية.

### المعاهد ومراكز التكوين
- الدراسات التجارية العالية والمعلوماتية HECI.
- المدرسة العليا لإدارة الأعمال بالجنوب ESMS.
- المدرسة الفرنسية للتعليم التقني.
- المدرسة الوطنية للهندسة المعمارية، والتي أحدثث في سنة 2017، وهي متخصصة في تكوين المهندسين المعماريين.
- المعهد العالي للصيد البحري، وهو مكلف بتدريب كبار المديرين الذين سيشغلون مناصب المسؤولية في قطاعات الصيد البحري.
- المعهد العالي للمهن التمريضية وتقنيات الصحة ISPITS.
- المعهد الفرنسي.
- المعهد المتخصص في الأشغال العمومية، وهو معهد تابع لوزارة التجهيز والنقل واللوجيستيك والماء، ويتوفر على شعبتين وهما الطرق والبناء.
- المعهد المتخصص للتكنولوجيا التطبيقية الفندقية والسياحية، ويتوفر هذا المعهد في مستوى التقنى المتخصص على شعبة التسويق الفندقي والسياحي، وشعبة تقنيات التدبير الفندقي. وفي مستوى التقني على شعبتي مطبخ ومطعم.
- مدرسة تسيير وإدارة الأعمال EMAA.
- مركز تكوين المعلمين والمعلمات.
- معهد التكوين في مهن الطيران LCCTC.
- معهد تدريب المضيفين الجويين وتكوين موظفي السفن السياحية IFAERO.

## الأحياء

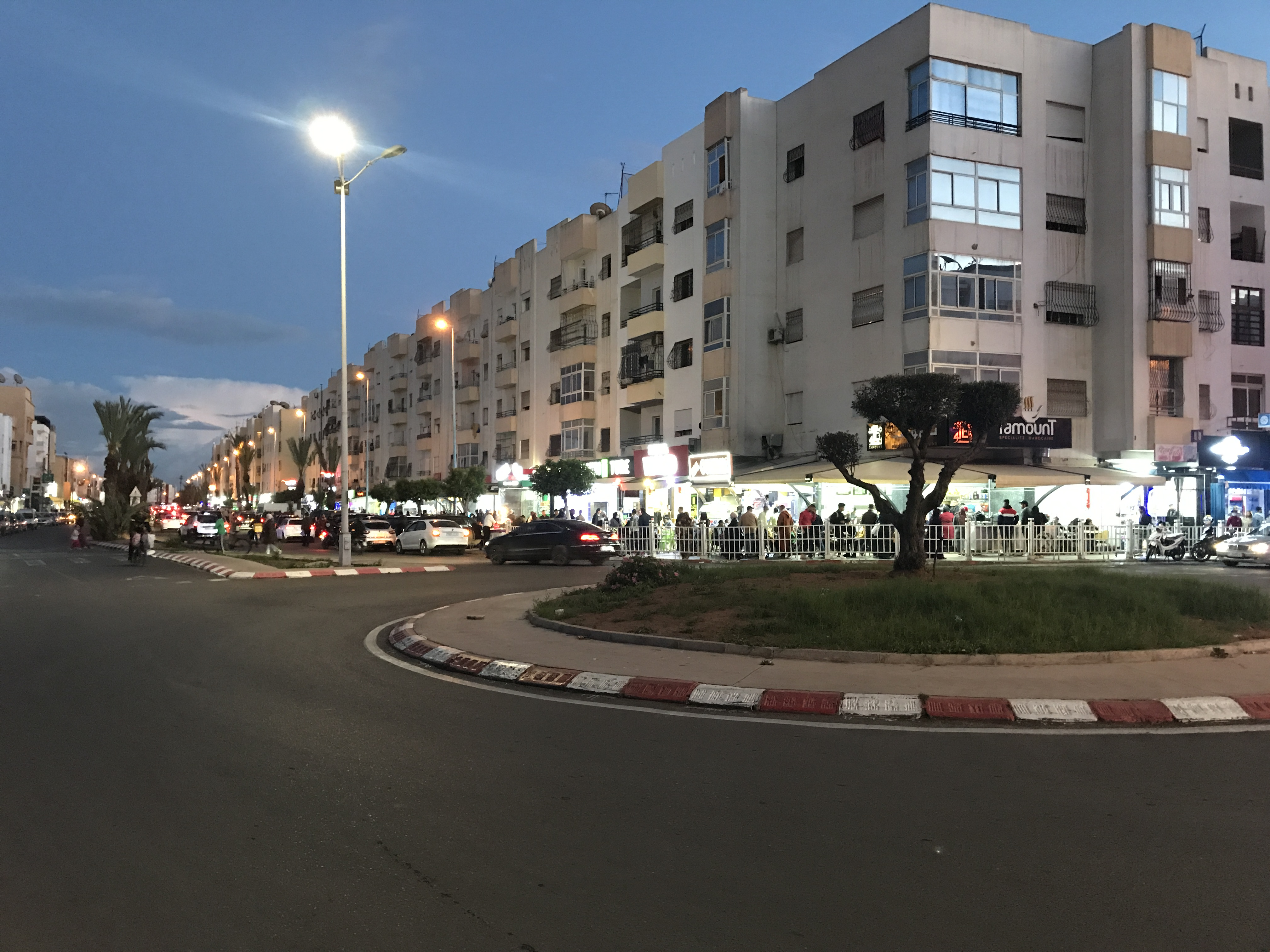
حي السلام (خلال الليل).

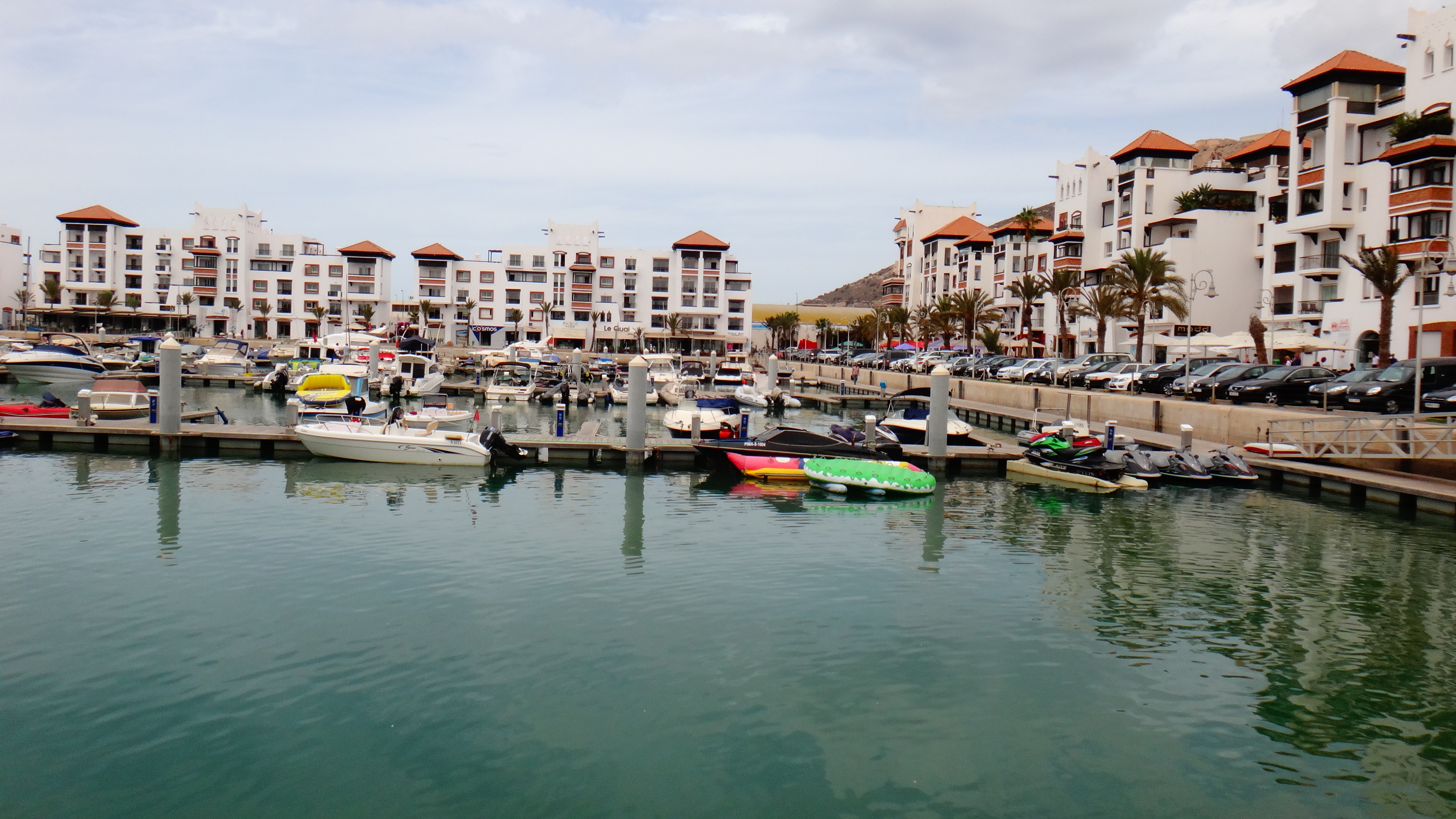
مارينا أڭادير.

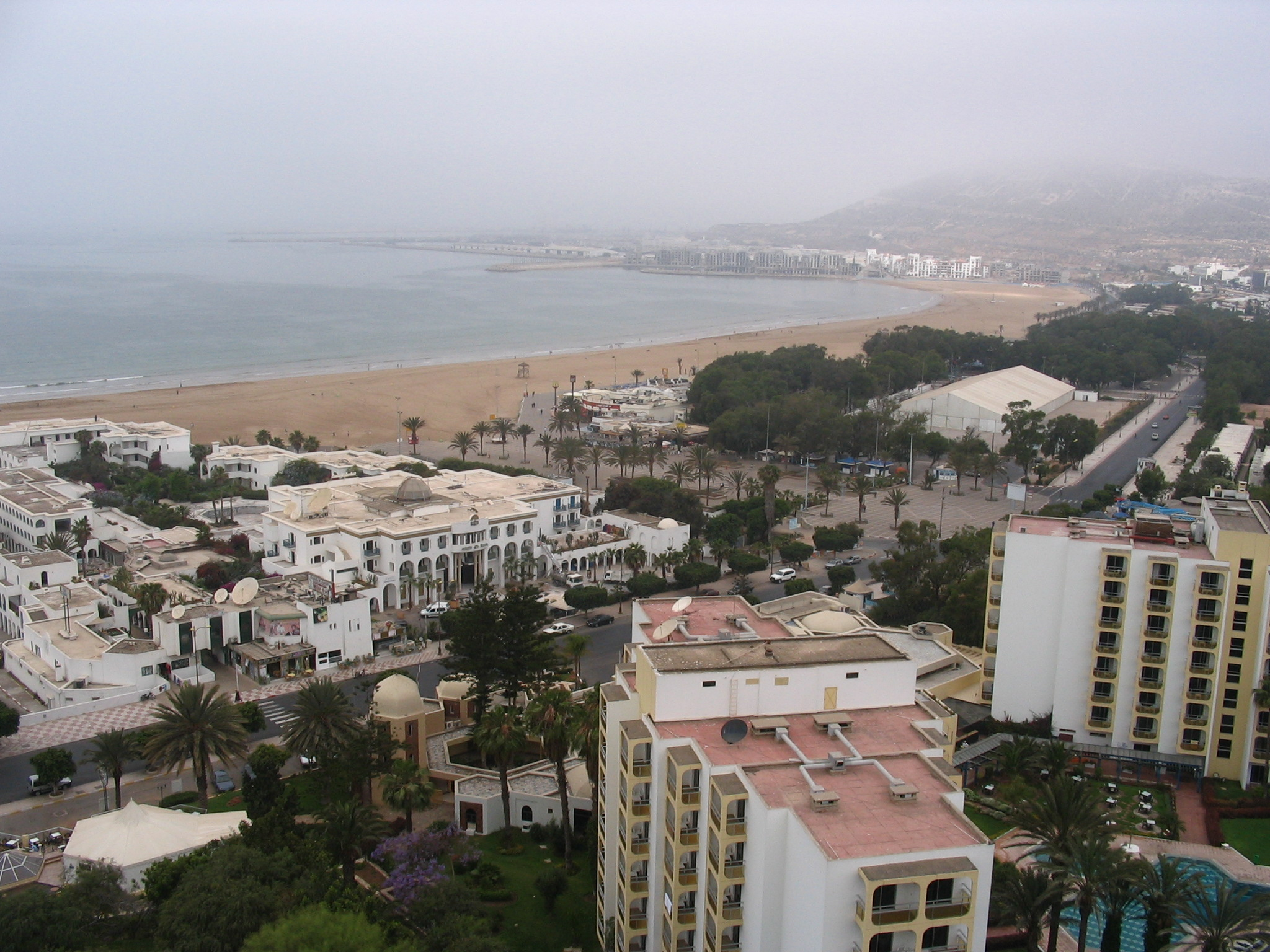
شاطئ أڭادير.

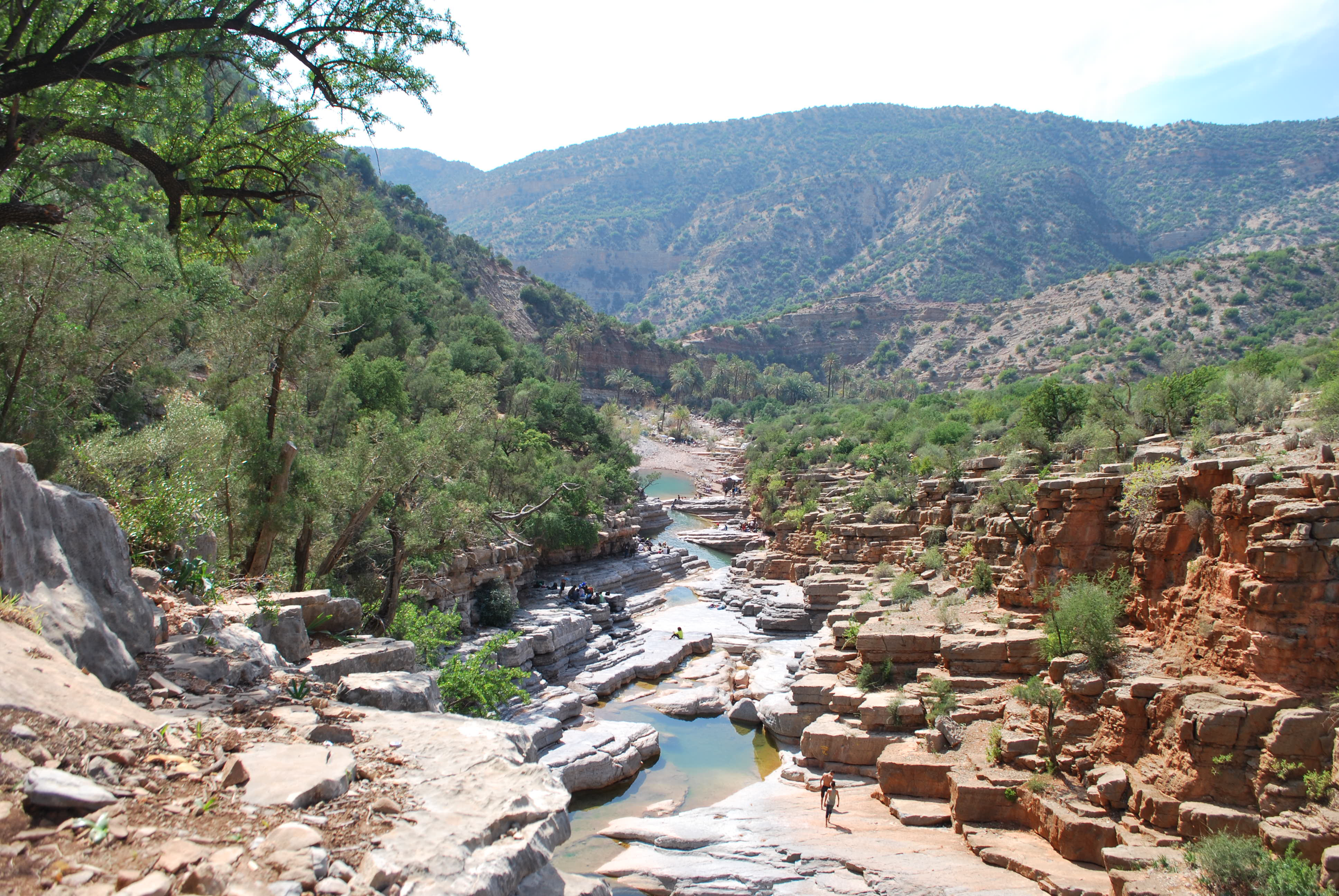
وادي الجنة.

### الأحياء الشعبية
(انزا العليا - اغزديس - إحشاش - الخيام - العزيب - بواركان - سيدي يوسف - بنسركاو - الداخلة - القدس - الحاجب - الصويري - أنزا - أمسرنات - الباطوار - تالبورجت - حي الموظفين)
هي أحياء شعبية، تم إعادة تأهيل معظمها.

### الأحياء الحديثة
(رياض السلام - المسيرة - الفرح - الوفاق - السلام - الهدى - الحي المحمدي - تليلا - أدرار - فونتي العليا - تيكيوين)
هي أحياء حديثة وتتوفر على بنايات جديدة، ونظراً لتوفر الوعاء العقاري بهذه الأحياء الجديدة، فقد أصبحت تحتضن معظم المرافق الرياضية الكبرى كملاعب القرب والقاعات المغطاة.

### الأحياء الراقية
(النجاح - الشرف - إليغ - فونتي-الحي السويسري)
هي أحياء راقية تتكون أساساً من الفيلات.

### أحياء سفوح الجبال
(أحلكا - إمونسيس - إغيل أضرضور - أيت الموذن - أيت توكت)
هي أحياء مهمشة تسمى بأحياء سفوح الجبال، وهي أحياء تابعة للمجال الحضري لأكادير، لكنها توجد في مناطق جغرافية صعبة الولوج وتعاني من عدة مشاكل أهمها غياب شبكة الصرف الصحي والماء الصالح للشرب وانعدام الطرق والنقل.

## السياحة
ما يميز مدينة أڭادير الواقعة على الساحل الغربي للأطلسي هو طقسها المعتدل، وطول شاطئها الممتد على مسافة 30 كيلومتراً، برماله الذهبية، وشمسه المشرقة طوال السنة. ما جعل مدينة أڭادير تحتل مكانة سياحية ممتازة، حيث تصطف فنادق ومنتجعات فخمة على طول الشاطئ، وكلها تتوفر على ممرات مفتوحة في إتجاه الشاطئ، هذا بالإضافة إلى العمارة المغربية التي تميز هذه الفنادق والمنتجعات بجانب اللمسة العصرية، بالإضافة إلى مرافق لممارسة الأنشطة الرياضية مثل الغولف وكرة المضرب والفروسية وغيرها، دون إغفال مرافق العلاج الصحي التي تعد من أكبر وأهم المنتجعات الصحية في المغرب وإفريقيا، خصوصاً في مجال «التلاسوتيرابي»، أي العلاج بمياه البحر.
وحسب إحصائيات وتقارير المجلس الجهوي للسياحة بأڭادير لسنة 2019، فالسياح المغاربة القادمين من مختلف المدن المغربية يحتلون المرتبة الأولى بعدد ليالي المبيت بمختلف فنادق المدينة، يليهم السياح الفرنسيون في المرتبة الثانية، ثم السياح الألمان في المرتبة الثالثة، والسياح البريطانيون في المرتبة الرابعة. وقد تجاوزت وجهة أڭادير سقف 5 ملايين و 300 ألف ليلة سياحية خلال سنة 2019.

### مارينا أڭادير
عبارة عن ميناء ترفيهي إفتتح في سنة 2007، وتضم مارينا أڭادير مجموعة من المقاهي والمطاعم الفاخرة ومحلات بيع الملابس للماركات العالمية، بالإضافة إلى المواقف الخاصة بالقوارب، ويمكن للسياح القيام بجولات بحرية بهذه القوارب، بسعر 100 درهم للشخص الواحد، وتمتد مدة الجولة لساعة واحدة.

### شاطئ وكورنيش أڭادير
يُعتبر شاطئ أڭادير واحداً من أجمل شواطئ المغرب، ويعرف إقبالاً كبيراً خلال الصيف، ويقدم مجموعة متنوعة من الأنشطة كالمشي والرياضة على طول الكورنيش، أو ركوب الخيل وممارسة الرياضات المائية، أو الجلوس في المقاهي والمطاعم الممتدة على طول الكورنيش، والتي تفتح أبوابها في وجه العموم طيلة أيام الأسبوع من الساعة السابعة صباحا إلى الساعة التاسعة ليلا عدا يوم الخميس. تزداد جمالية كورنيش أكادير أكثر خلال الليل، لكونه يعتمد على إنارة ديناميكية يمكن التحكم فيها عن بعد، موزعة على طول 4 كيلومترات من الواجهة الشاطئية.

### حديقة ابن زيدون
تقع أيضاً بحي تالبورجت، غير بعيد عن حديقة أولهاو. يعود تاريخ إنشاؤها إلى سنة 1965، من طرف المهندس جان شاليت، هي حديقة خضراء تمتد على مساحة 4 هكتارات، وقد تم إعادة بناءها وتدشينها في سنة 2022، وتتوفر على مساحات خضراء، وأماكن مخصصة لألعاب الأطفال، وملاعب للقرب خاصة بكرة القدم بالعشب الإصطناعي وملاعب لكرة السلة، وسكيت بارك، ومراحيض عمومية.

### حديقة أولهاو
تقع بحي تالبورجت، وتم تدشينها في 2 مارس 1992، بمناسبة إحتفال الشعب المغربي بعيد العرش، وتخليداً للذكرى الرابعة لتوقيع وثيقة الأخاء والتعاون بين أكادير المغربية وأولهاو البرتغالية، توطيداً للعلاقات التاريخية التي تجمع بين البلدين. تم إعادة تجديد الحديقة وتدشينها في يونيو 2023. وتضم مساحات خضراء، وتتوفر على مسرح صغير في الهواء الطلق، ومركز للتعريف بالفن الصخري، ومراحيض عمومية. وهي مفتوحة للعموم طيلة أيام الأسبوع، من الساعة السابعة صباحا إلى الساعة التاسعة ليلا، عدا يوم الثلاثاء.

### حديقة للا مريم
تفتح أبوابها في وجه العموم طيلة أيام الأسبوع من الساعة السابعة صباحا إلى الساعة التاسعة ليلا عدا يوم الخميس.

### حديقة عبد الرحمان اليوسفي
تقع بحي الداخلة قرب جامعة ابن زهر.

### وادي الطيور
حديقة حيوان مصغرة تهتم بكل أنواع الطيور وبعض الحيوانات الأخرى. تقع على بضع خطوات من الشاطئ، تجذب إليها الصغار والكبار على حد سواء، لما تقدمه من معلومات تخص الطيور وأنواعها وهجرتها. بها أصناف عديدة من الطيور والحيوانات ما جعلها تتميز عن باقي حدائق المغرب. بها أنواع من طيور الببغاء والفلامنغو وجمال اللاما وغيرها. وتجري حاليا أشغال إعادة بنائها وتحديثها.

### وادي الجنة

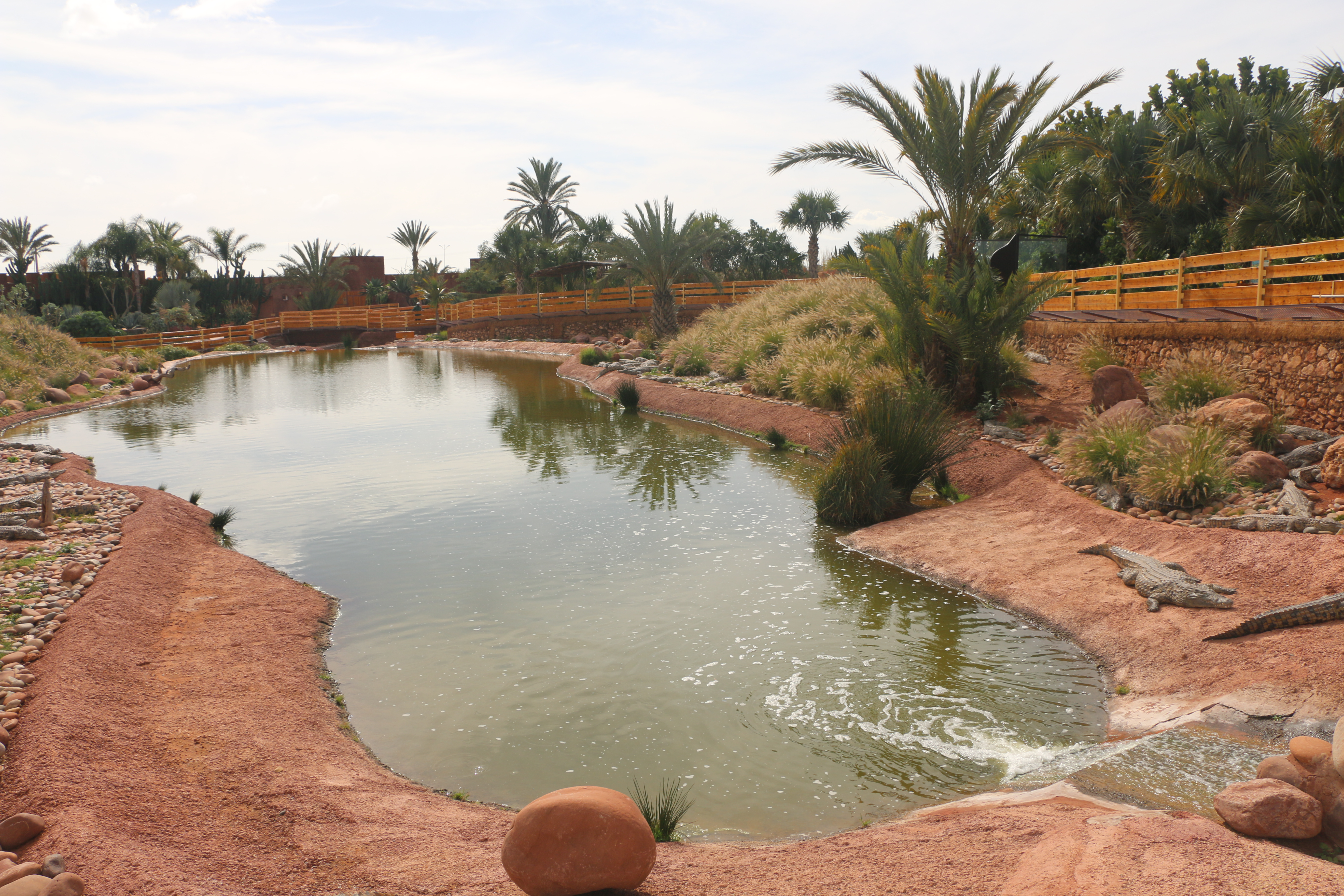
حديقة التماسيح في أڭادير

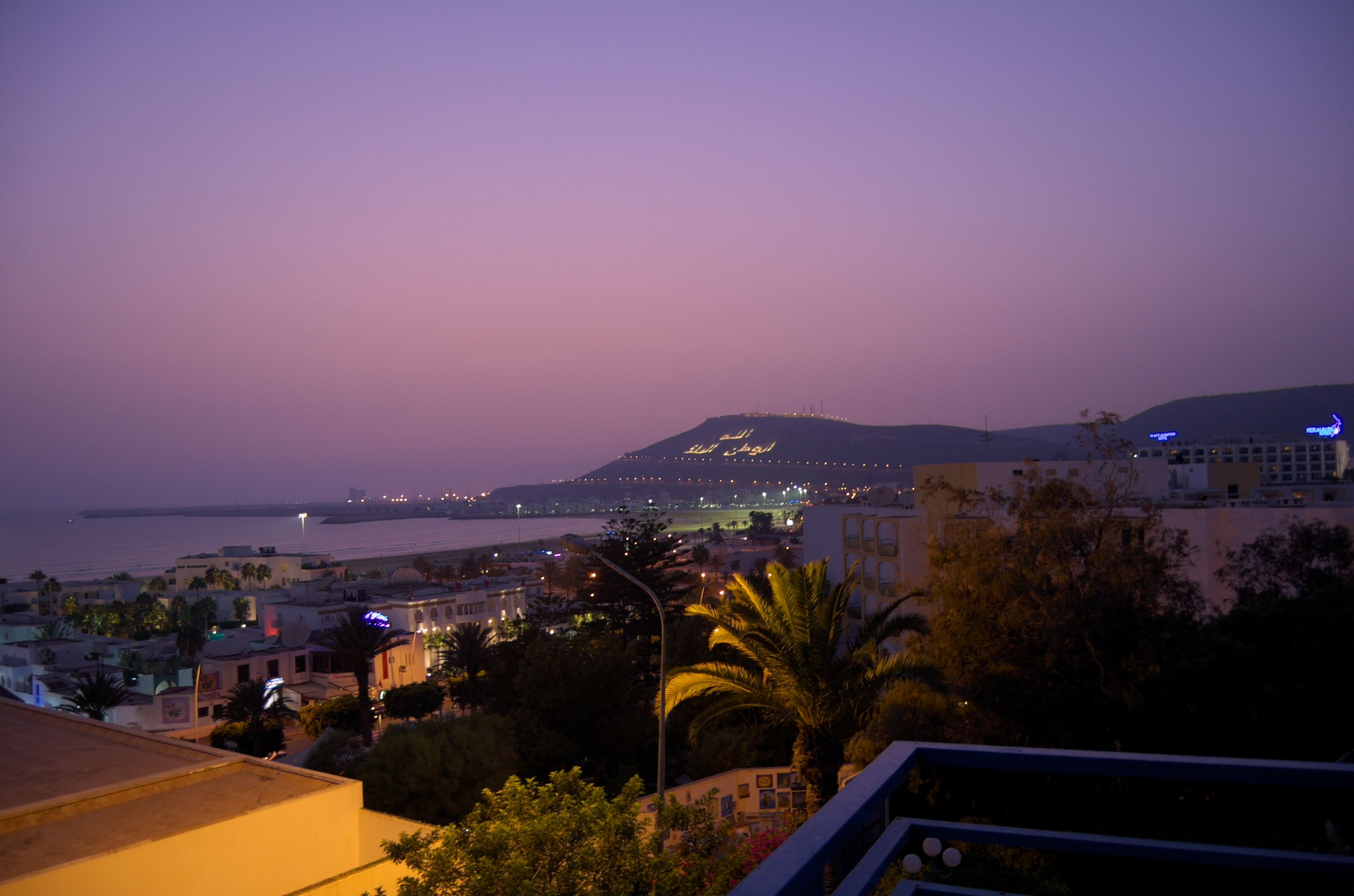
منظر للمدينة بالليل

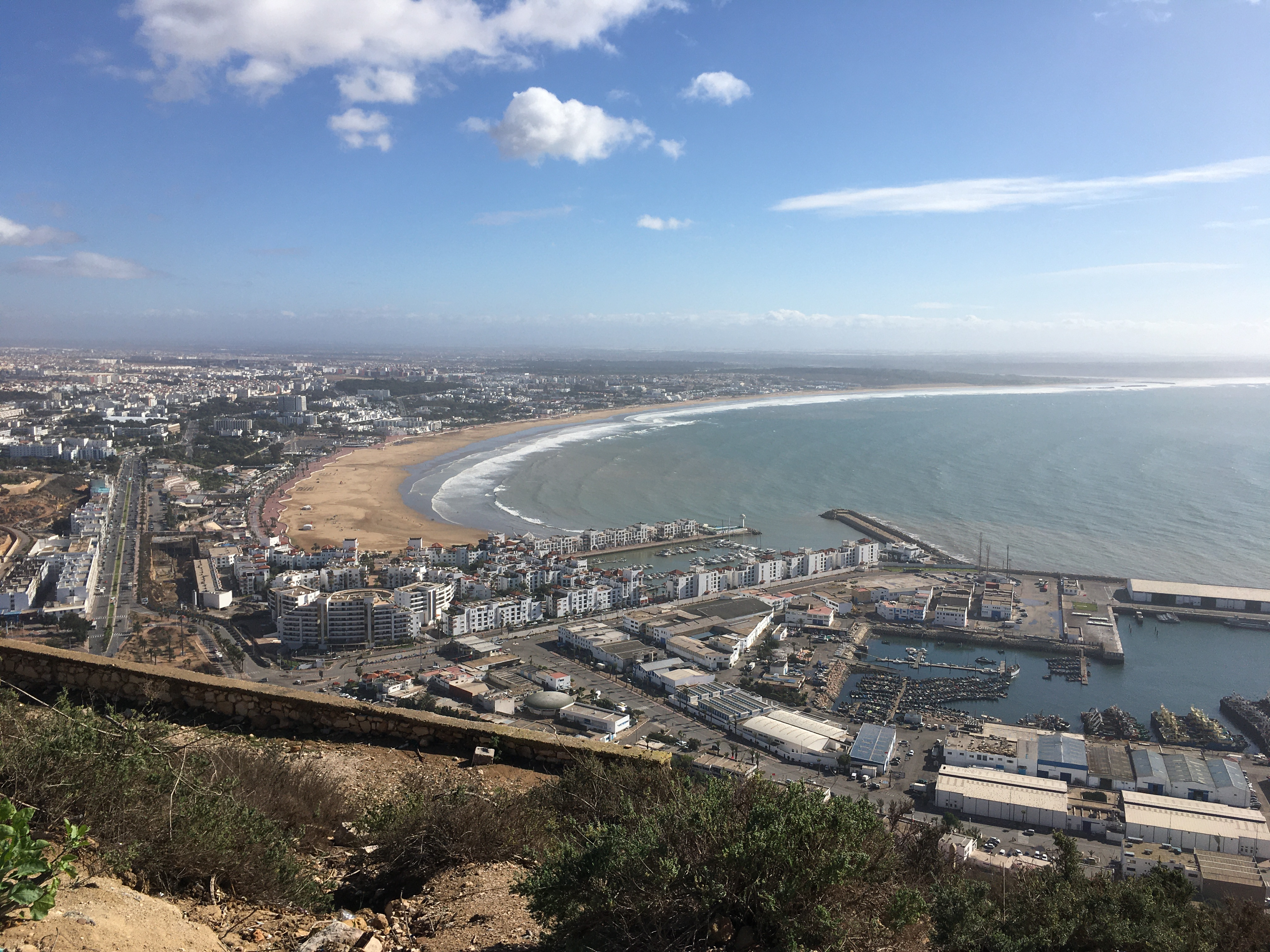
منظر بانورامي من فوق قصبة أڭادير أوفلا

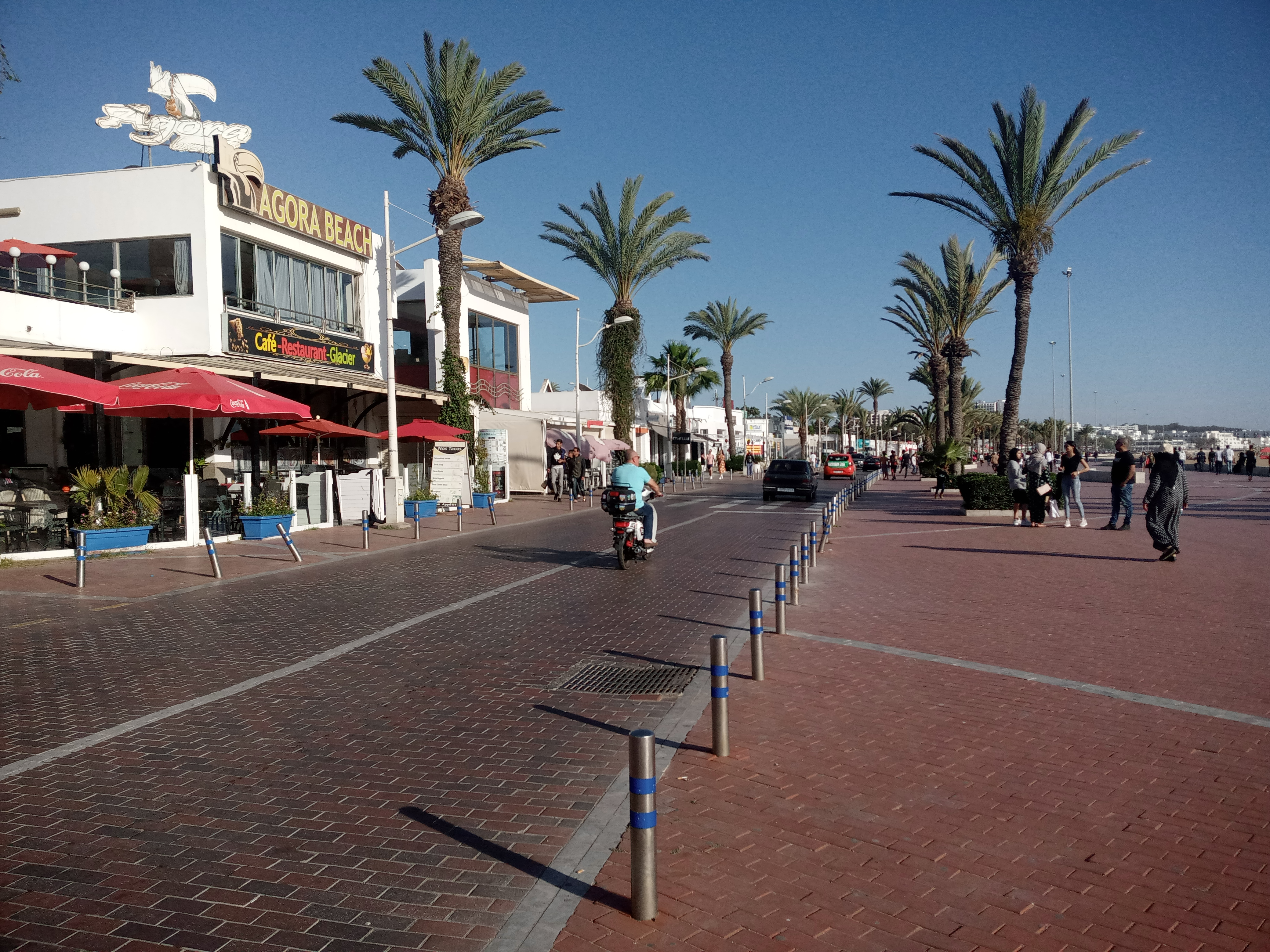
كورنيش أكادير

وادي الجنة أو باراديس فالي هو جزء من وادي نهر تمراغت شمال المدينة. يقع الوادي في وسط منطقة إيموزار المعروفة بتنوعها البيولوجي من أشجار النخيل والموز والزيتون والتين. يحتوي الوادي على العديد من الشلالات الصغيرة والمسابح الصخرية.

### حديقة التماسيح
تُسمى أيضاً بكروكو بارك، وهي أول حديقة خاصة بالتماسيح يتم إفتتاحها بالمغرب، تمتد على مساحة تصل حوالي أربعة هكتارات، وتتضمن أزيد من 300 نوع من التماسيح. كما تتوفر على العديد من النباتات المنتسبة للمنطقة الاستوائية، إلى جانب حديقة مائية تستوي على سطحها كائنات نباتية نادرة، من ضمنها الزنابق المائية الكبير الحجم، فضلا عن تواجد مجموعة من النباتات النادرة الأخرى التي تم جلبها من مناطق مختلفة من العالم.

### عالم الدلافين
وهو عبارة عن مسبح ومطعم في حي أنزا مباشرة عند المدخل الشمالي لأڭادير، ويقدم عروضا بالمسبح لفقمة ومجموعة من الدلافين.

### تلفريك أكادير
يمكن للسياح الراغبين في إكتشاف أكادير أوفلا، الصعود إليه عبر تلفريك أكادير، وتستغرق الرحلة به حوالي 7 دقائق.

### ساحة الأمل
تعتبر ساحة الأمل من أهم وأكبر الساحات بمدينة أڭادير. وفيها تقام مختلف المعارض والمهرجانات، ومن أهم المهرجانات التي تقام بها مهرجان تيميتار. وبجوارها حديقة السلام، بمساحاتها الخضراء وأماكن ترفيهية خاصة بالأطفال.

### أكادير أوفلا
أكادير أوفلا، ومعناه الحصن العُلْوي، معلمة تاريخية كانت تضم المدينة القديمة، وقد تأثر جزء كبير منها بالزلزال الذي أصاب المدينة سنة 1960م. وتقع على قمة جبل علوه 236 مترا عن سطح البحر قرب ميناء أڭادير.
تأسست قصبة أكادير أوفلا سنة 1540م على يد السلطان محمد الشيخ السعدي، بهدف التحكم في ضرب البرتغاليين الذين استقروا عند قدم الجبل منذ 1470م، في إطار بحثهم عن طريق الهند، وقد أنشأوا على الساحل قرب عين فونتي حصناً، وأقاموا على سفح الجبل برجا آخر لمراقبته، مما دفع السعديين إلى بناء القصبة على قمة نفس الجبل. وقد مكن هذا الموقع الإستراتيجي من قصف المنشآت البرتغالية بالمدافع سنة 1541م، ثم تحرير الحصن البرتغالي المسمى «سانتاكروز»، وبالتالي تناقصت أهمية الحصن إلى أن أعاد الغالب بالله السعدي بناءها. ومن مكونات الحصن قبل الزلزال: 
- سور خارجي مدعم بالأبراج وله باب مصمم بشكل ملتو لأغراض دفاعية.
- مسجد كبير.
- مستشفى.
- مبنى الخزينة والبريد.
- منازل وأزقة وساحات صغرى.
- ملاح وهو حي خاص باليهود معبد.
- أضرحة من أهمها ضريح سيدي بوجمعة أكناو خاص بطائفة كناوة.
- ضريح "لالة يامنة".

## الاقتصاد

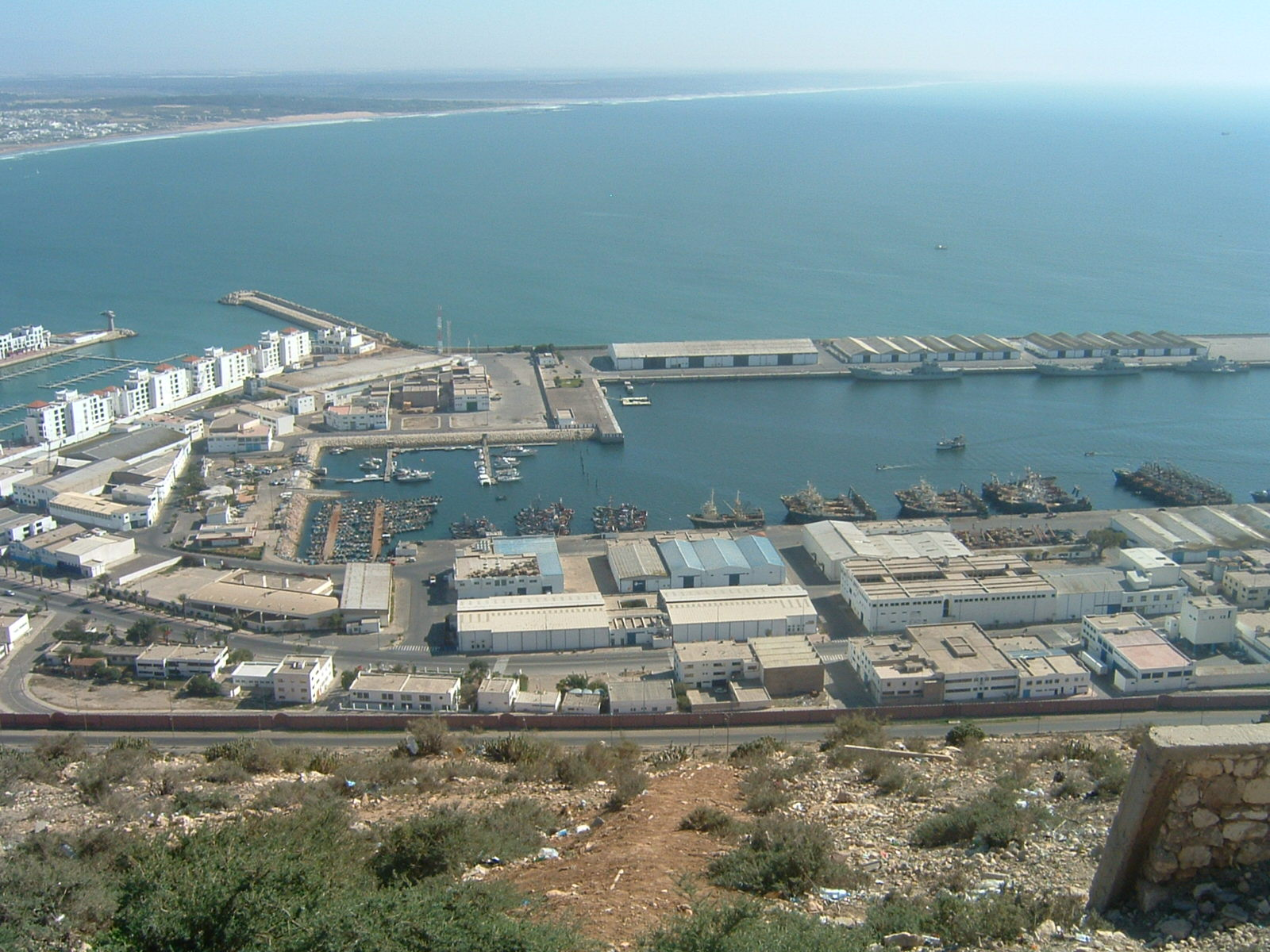
ميناء أڭادير.

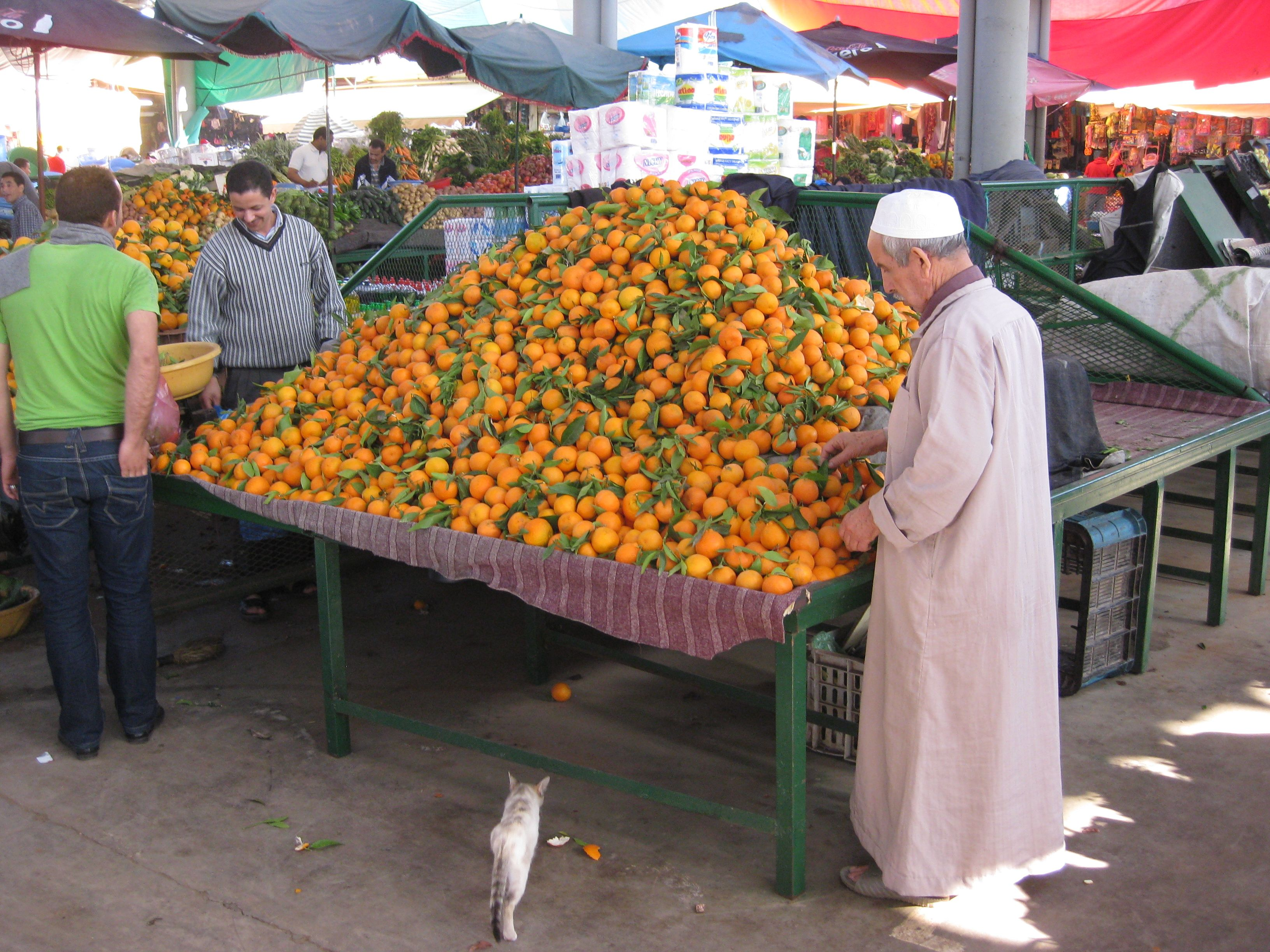
سوق الأحد في أكادير.

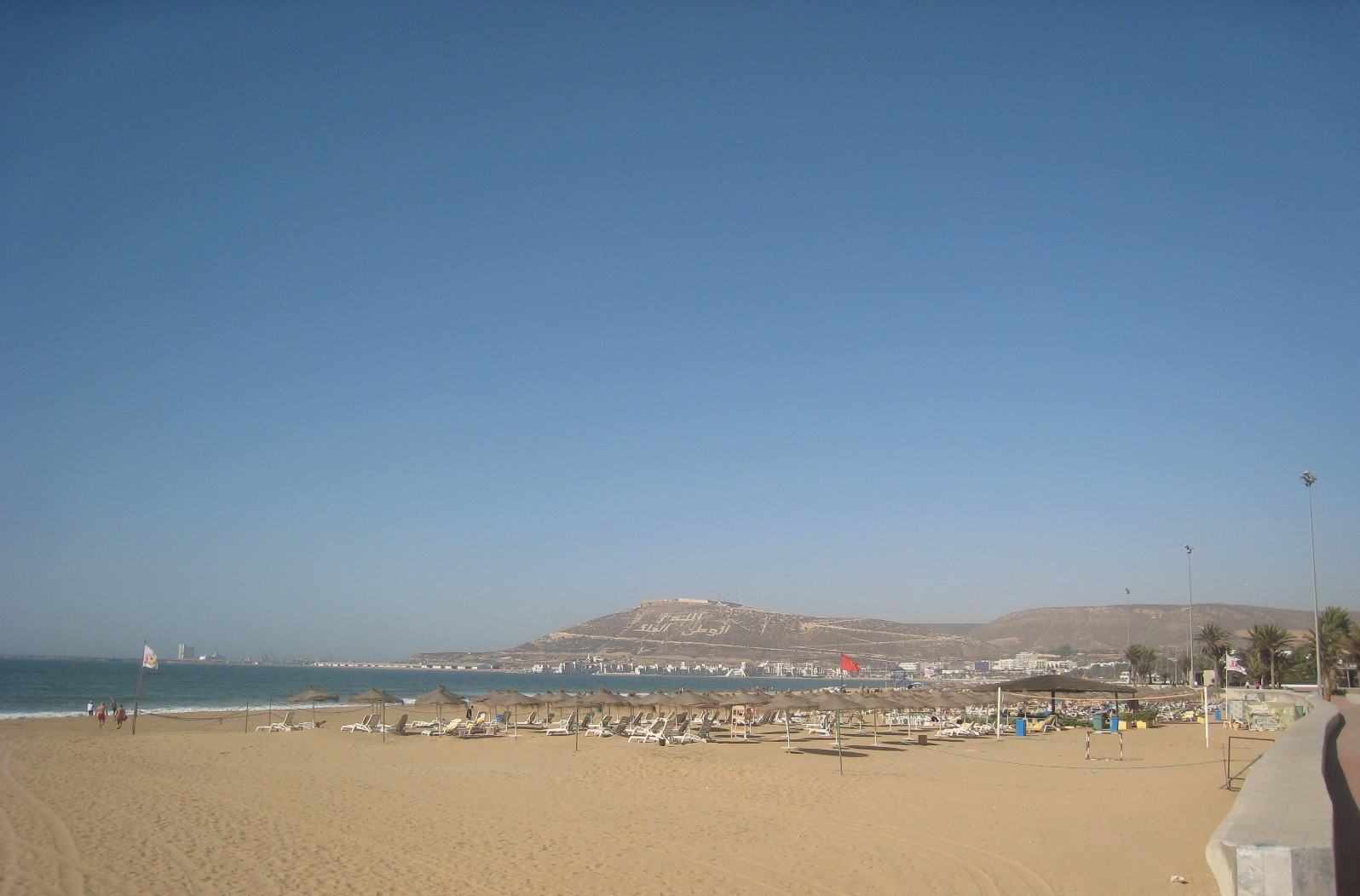
شاطئ أكادير.

تُشكل السياحة والفلاحة والصيد البحري والتجارة، مصادر الدخل المهمة لمدينة أڭادير، وتُساهم في خلق فرص الشغل، وتشغيل شباب المدينة والمناطق المجاورة.

### الفلاحة
زراعة الحمضيات والخضراوات هو قطاع إقتصادي رائد في منطقة أڭادير ونواحيها، وتحتل أكادير الصدارة في إنتاج الطماطم وطنيا. بالإضافة إلى الزراعة، تعد تربية المواشي قطاعا مهما في المنطقة.

### الصيد البحري
يعد ميناء أكادير واحداً من أهم الموانئ بالمغرب، ويُشكل قطاع الصيد بمختلف مكوناته (الصيد الساحلي والصيد في أعالي البحار والصيد التقليدي)، ثالث قطاع من حيث الأهمية الإقتصادية في المدينة، بعد السياحة والفلاحة. فميناء أكادير بفضل طاقته الإستقبالية، وبنياته التحتية وتجهيزاته الأساسية، يحتل مرتبة جد مهمة على الصعيد الوطني من حيث عبور وتصدير المنتجات البحرية المتنوعة، كما أنه يحتضن مقر بورصة الصيد البحري. وتصدر مدينة أكادير عبر ميناءها معادن الكوبالت والمنغنيز والزنك. كما يتوفر ميناء أڭادير على سوق للسمك، وعلى وحدات صناعية خاصة بالتعليب وشبه التعليب، ووحدات لتعبئة وتغليف الأسماك الطازجة، ووحدات للتجميد، ووحدات لإنتاج دقيق وزيت السمك، ووحدة لمعالجة المحاريات. به كذلك منطقة مخصصة لصناعة السفن، ومخازن للبترول، ومخازن أخرى للحبوب.

### التجارة
تتواجد سوق الأحد وسط مدينة أڭادير، وتُعد أكبر سوق حضرية في المغرب وإفريقيا، وستقبل العديد من السياح المغاربة والأجانب. تضم هذه السوق، والتي تمتد على مساحة مغطاة تقدر بحوالي 9 هكتارات، ما مجموعه 2000 محل تجاري، وحوالي 1200 مربع لممارسة أنشطة تجارية في إطار الاحتلال المؤقت للملك العام، فيما يتراوح عدد زوارها ما بين 30 ألف و40 ألف زائر خلال الأيام العادية، علما أن هذا الرقم يصل إلى 80 ألف زائر خلال عطل نهاية الأسبوع والأعياد الدينية.
سوق الخميس تيكيوين تحتل المرتبة الثانية بعد سوق الأحد من حيث النشاط الاقتصادي، ويليها السوق الأسبوعي أنزا التي تنعقد كلَّ أربعاء.
كما تنتشر العديد من الأسواق الشعبية للقرب داخل الأحياء السكنية في بنسركاو، وحي الفرح، وحي السلام، وحي تليلا، وحي القدس، وحي إيراك بواركان، وحي الوداديات (ليزاميكال)، وحي إحشاش، والحي المحمدي. هذه الأسواق الشعبية متخصصة فقط في بيع الخضر والفواكه، لكنها غير مهيكلة، ويوجد مخطط مستقبلي ضمن برنامج عمل الجماعة لبناء أسواق عصرية للقرب.

## الثقافة

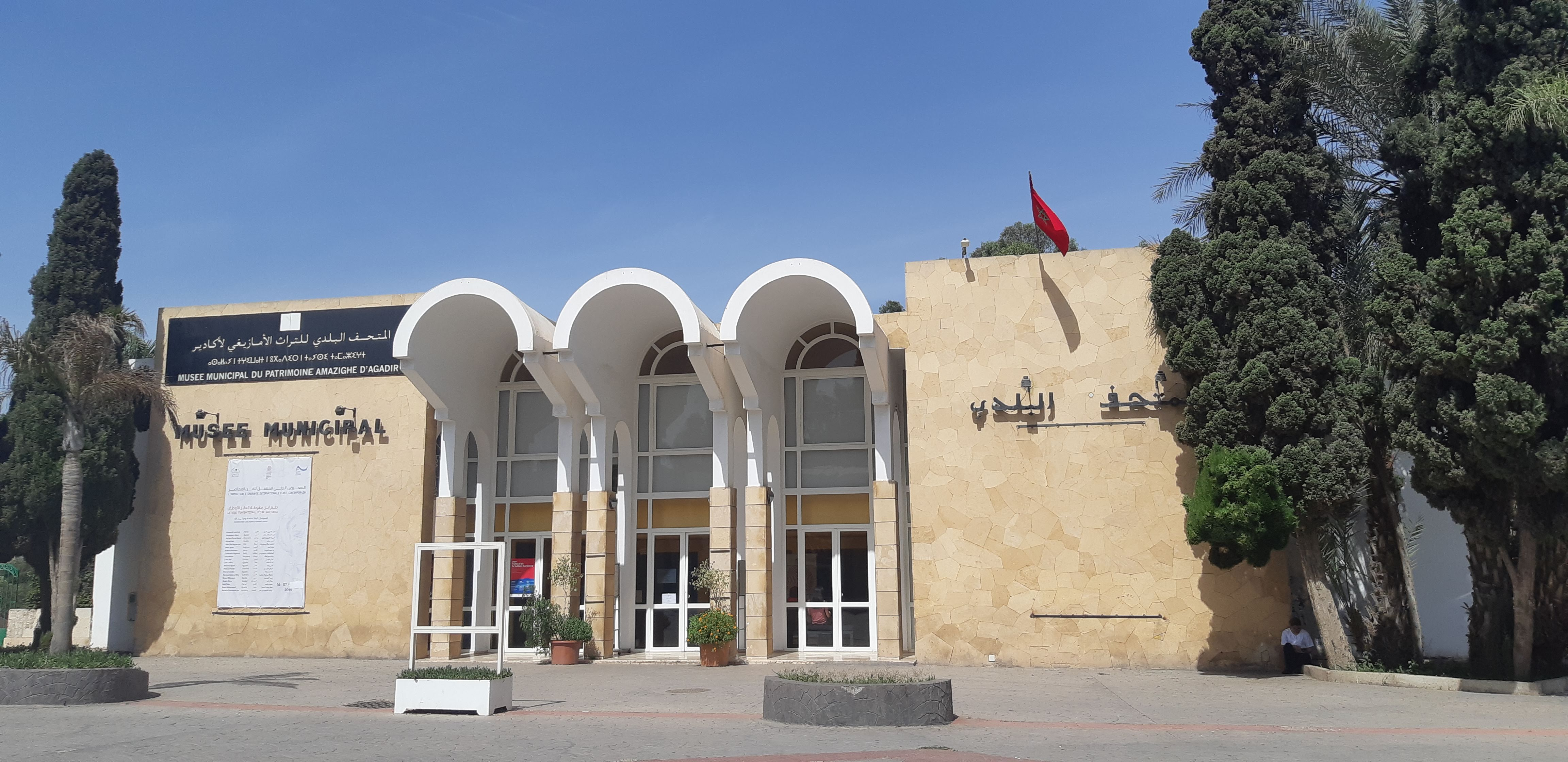
المتحف البلدي للتراث الأمازيغي

### المهرجانات
أغلب المهرجانات تقام في مدينة أڭادير خلال فصل الصيف نظراً لأن هذه الفترة هي التي تشهد إرتفاعاً كبيراً لزوار المدينة للإستمتاع بشواطئها، وتنظم المدينة خلال فصل الصيف العديد من المهرجانات والأنشطة الثقافية، من أشهرها:
- مهرجان تيميتار وهو مهرجان يحضره العديد من الفنانة المغاربة والأجانب ويهتم أساساً بالموسيقى الأمازيغية، ينظم هذا المهرجان كل صيف بأماكن متفرقة بالمدينة بكل من ساحة الأمل وساحة بيجاوان ومسرح الهواء الطلق، وقد نظم لأول مرة في يوليوز 2004.
- مهرجان التسامح هو مهرجان يقام على الشاطئ في أكتوبر من كل سنة، وله صبغة عالمية يستقبل مغنيين عالميين.
- مهرجان «إسني ورغ» مهرجان السينما الأمازيغية.
- مهرجان سوكار للفنون بالشارع الذي نظم في دورته الأولى بالمدينة شهر ماي 2010 وكلمة «سوكار» تعني «سوق الفنون».

### المركبات الثقافية
- المركز الثقافي نجوم سوس بحي الفرح
- المركب الثقافي بنسركاو
- المركب الثقافي الحاج الحبيب بحي أنزا

تعرف أڭادير خصاصاً على مستوى البنيات التحتية الخاصة بالأنشطة الثقافية والفنية، ولهذا السبب شرعت السلطات المختصة في إطلاق العديد من المشاريع الجديدة لدعم القطاع الثقافي والفني بالمدينة. ومن بين المشاريع المستقبلية التي ستعرفها المدينة:
- المسرح الكبير لأڭادير
- دار الفنون وهو مشروع يهدف إلى إنشاء مؤسسة تستضيف مختلف الأشكال الفنية، من فنون بصرية وفنون حية، إضافة إلى الموسيقى والرقص والمسرح.[24]

- المركب الثقافي والذوقي الذي سيشيد في شارع المقاومة، على مقربة من المعهد الموسيقي لأڭادير
- مقر البناية السابقة لبنك المغرب الذي سيتم تأهيله ليحتضن متحف ذاكرة أڭادير
- المكتبة الوسائطية الكبرى بشارع محمد الخامس
- شبكة القراءة العمومية التي ستشمل مجموع المجال الترابي لجماعة أڭادير (أڭادير المدينة، أنزا، تكوين، بنسركاو، الحدائق، الكورني)
- متحف التراث الأمازيغي

### السينما
تفتقر المدينة لقاعات السينما، رغم توفرها على 3 قاعات للسينما لكن جمعيها قديمة ومغلقة، ومنها سينما الصحراء وهي سينما تاريخية يجري حاليا أشغال إعادة تأهيلها. كما أن هناك مخططات لبناء سينما في مشروع أكادير سيتي سنتر.

## النقل والطرق

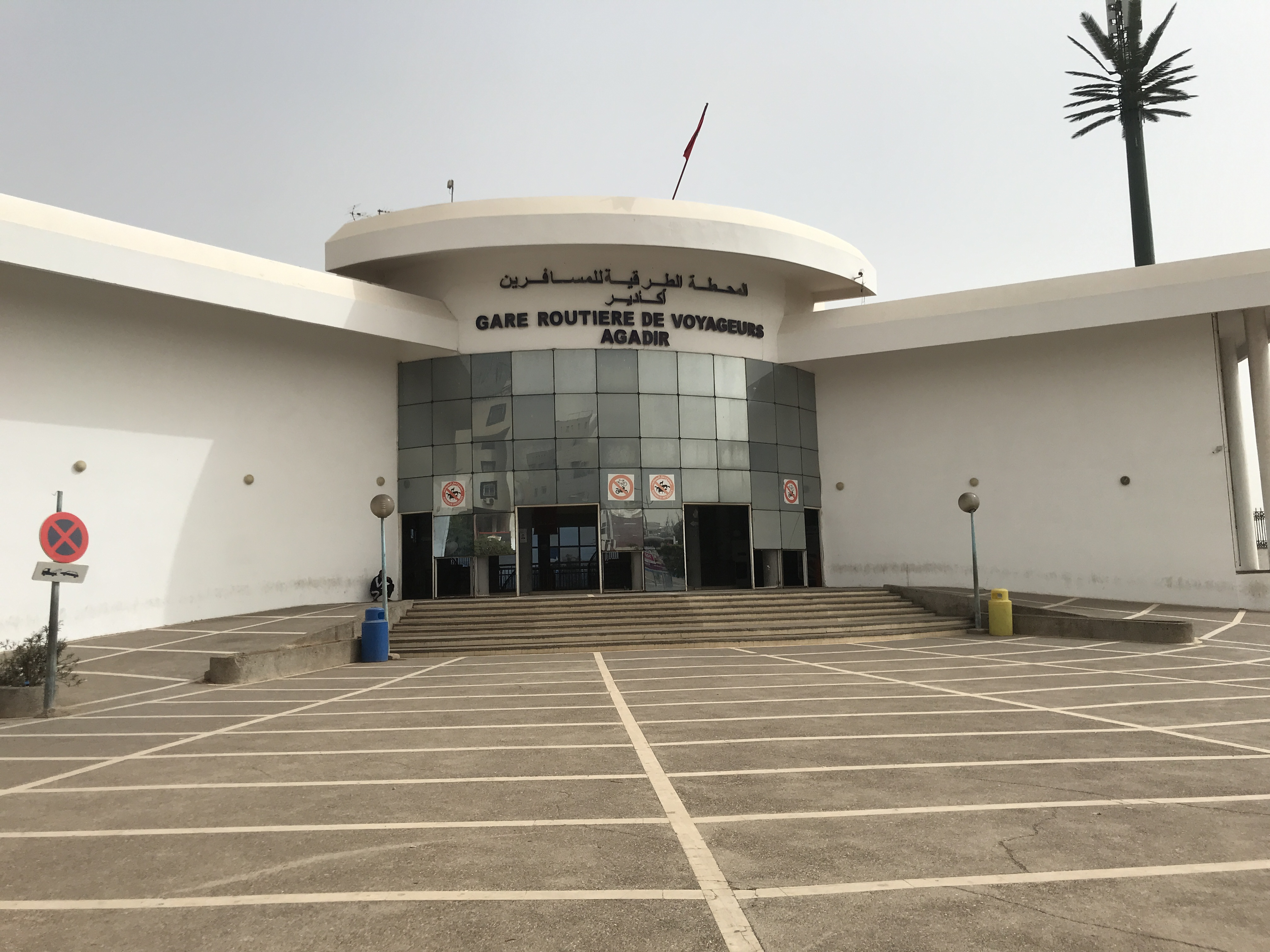
المحطة الطرقية لأكادير

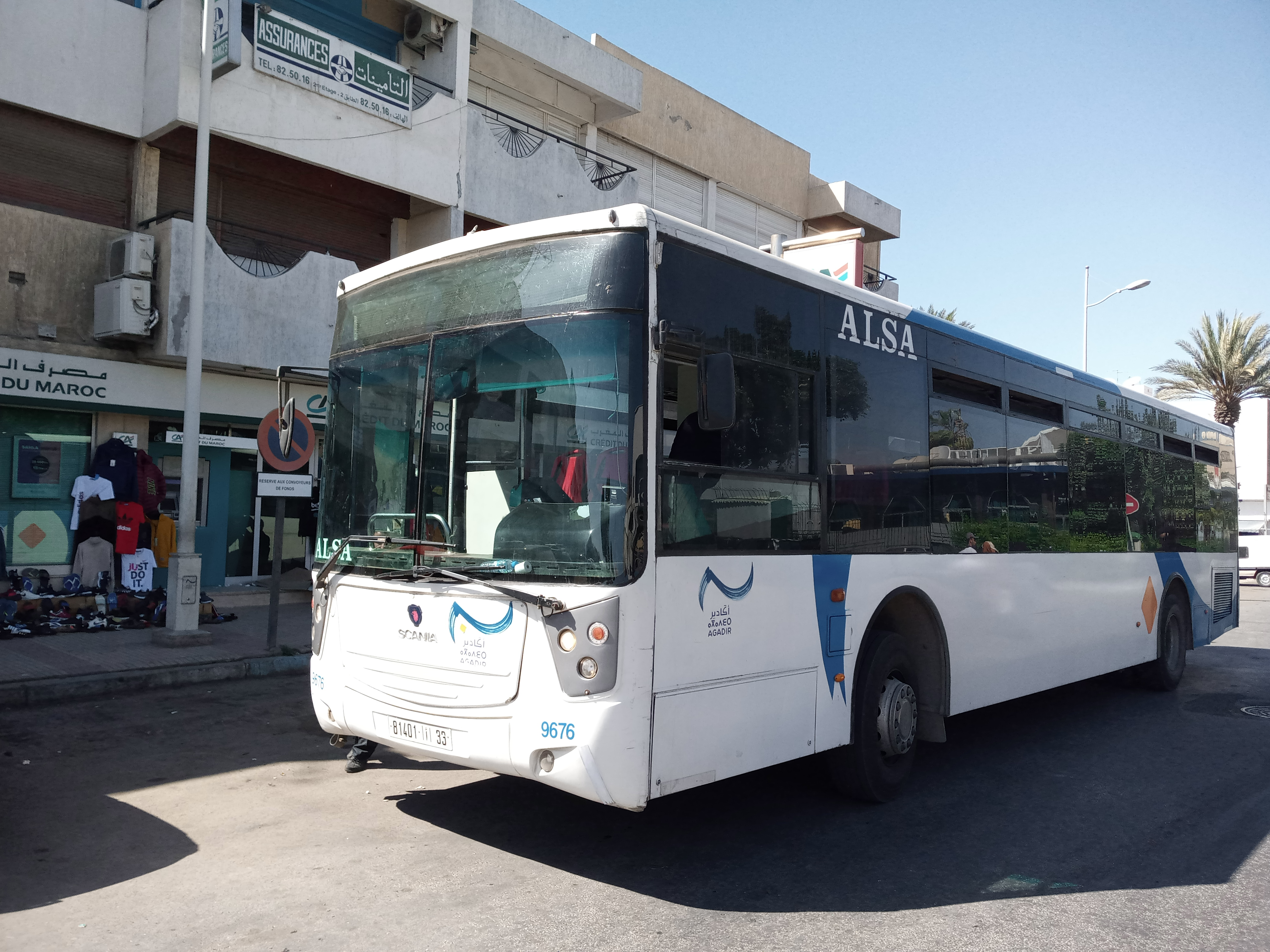
حافلة ألزا للنقل الحضري في أكادير

### النقل الطرقي
- تقوم شركة ألزا بتوفير حافلات للنقل الحضري في مختلف الأحياء في مدينة أڭادير، وتمتد شبكة خطوط ألزا لتصل للمدن المجاورة كإنزكان، أيت ملول، الدشيرة الجهادية، القليعة، أولاد تايمة، بيوكرى، وأيت باها. وتصل حافلات ألزا أيضاً لبعض الجماعات القروية القريبة من أكادير كالتامري، تغازوت، أورير، سيدي بيبي، أيت عميرة، ماسة، والدراركة.[25]
- حافلات أمل واي هي حافلات للنقل العمومي ذات جودة عالية وهي مشروع في طور الإنجاز حاليا.
- محطة أكادير الطرقية: يمكن الوصول لأڭادير بكل سهولة عبر رحلات يومية ومتعددة بواسطة حافلات نقل المسافرين من مختلف المدن المغربية من الشمال (الناظور، طنجة، تطوان) والشرق (وجدة) والجنوب (العيون، الداخلة)، بالإضافة للعديد من المدن الأخرى الكبيرة كالدار البيضاء، والرباط، ومراكش وفاس.

### النقل الجوي

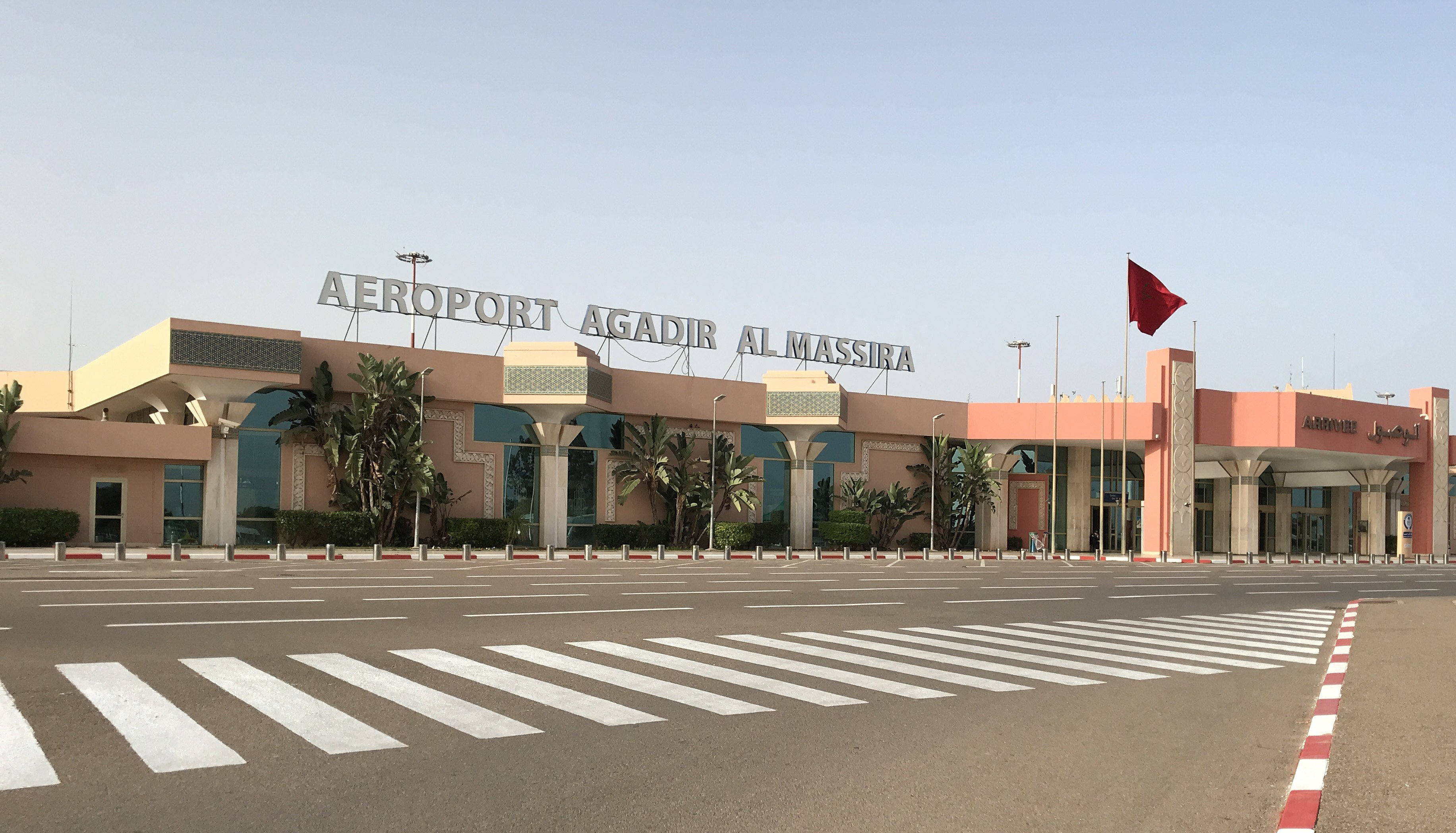
مطار أكادير المسيرة الدولي.

مطار أكادير المسيرة مطار دولي يربط بين أڭادير والعديد من المدن المغربية برحلات جوية مباشرة كالدار البيضاء، والعيون، والداخلة، والرباط، وطنجة، وفاس. كما يربط المدينة بالعديد من المدن الأوروبية والعالمية عبر رحلات يومية وشركات طيران متعددة.

### النقل السككي
الخط فائق السرعة أكادير - الدار البيضاء، هو مشروع لربط مدينة الدار البيضاء بأڭادير عبر قطار البراق مرورا بكل من مراكش، والصويرة، وتغازوت وصولا لأكادير حيث سيمر على عدة محطات: كمحطة الحي المحمدي، محطة حي تيكوين، والمحطة الرئيسية بحي تيليلا. وتسعى كل من الصين وفرنسا للفوز بصفقة المشروع، وهناك أخبار متداولة أن فرنسا من فازت به. وقد إستغل المكتب الوطني للسكك الحديدية بالمغرب فترة الحجر الصحي لشراء أرض بالحي المحمدي لبدأ بناء المحطة الأولى بالمدينة. وقد بدأت الدولة أيضا في نزع ملكية الأراضي لبناء السكة. وعند اكتمال المشروع سيصبح الخط فائق السرعة البراق يربط القطب الصناعي الاقتصادي الشمالي طنجة والقطب الصناعي السياحي جنوبا أكادير مرورا بعدة أقطاب صناعية، اقتصادية، تجارية وسياحية.

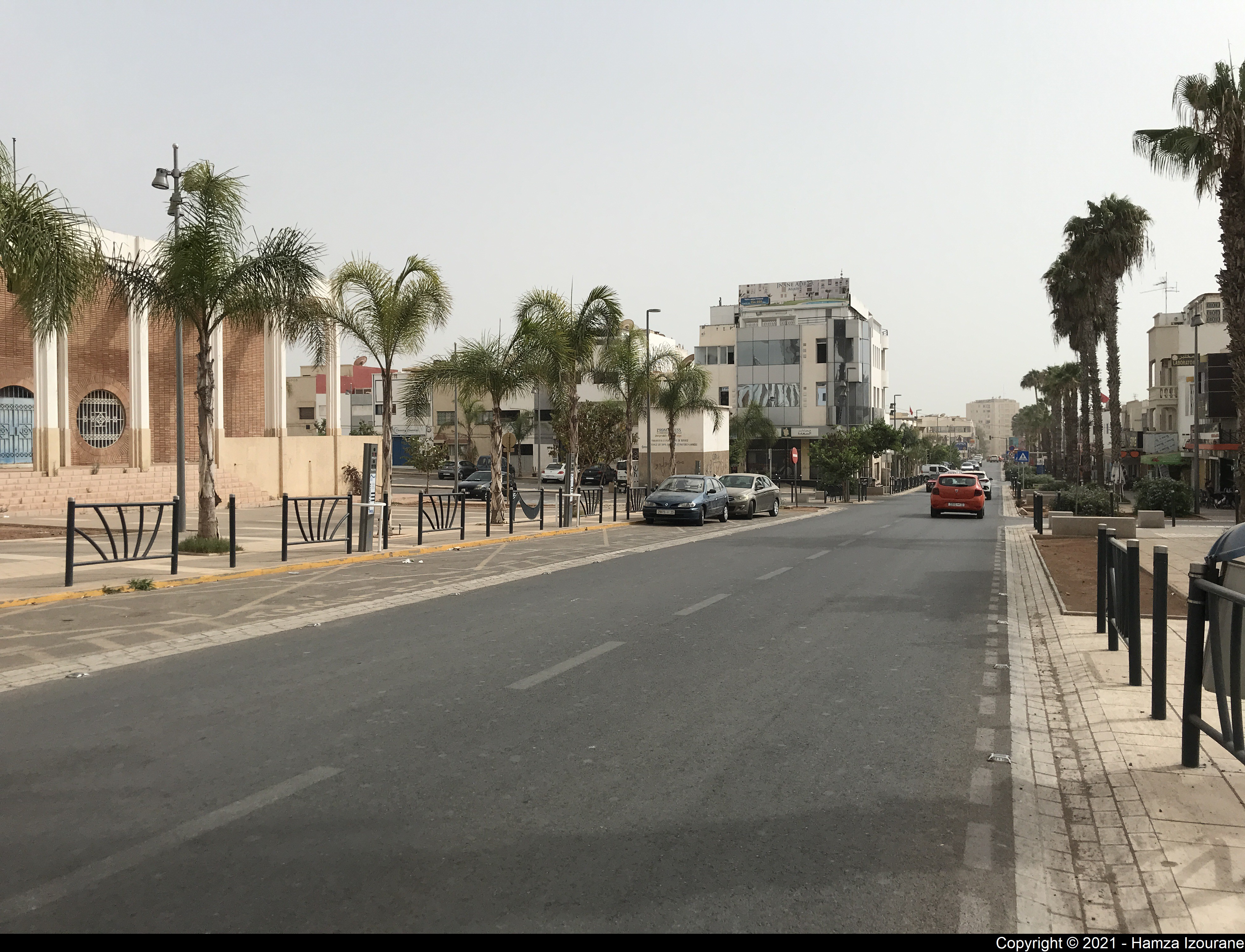
الشارع الرئيسي في حي تالبورجت بأكادير (شارع 29 فبراير).

## الصحة
يتكون قطاع الصحة في أكادير من:

### المستشفيات والمراكز الصحية
- المستشفى الجهوي الحسن الثاني.
- المستشفى الجامعي لأكادير (في طور البناء).
- مستشفى الأمراض النفسية (في طور البناء).
- المركز الجهوي للأنكولوجيا.
- مركز طب الإدمان.
- مركز محاربة داء السل تيكيوين.
- المركز الصحي الحضري تيكيوين.
- المركز الصحي الحضري إحشاش.
- المركز الصحي الحضري تالبورجت.
- المركز الصحي الحضري الحي الصناعي.
- المركز الصحي الحضري أمسرنات.
- المركز الصحي الحضري بنسركاو.
- المركز الصحي الحضري أغروض.
- المركز الصحي الحضري السلام.
- المركز الصحي الحضري القدس.
- المركز الصحي الحضري أنزا العليا تدارت.

### المصحات الخاصة
- مصحة أركانة.
- مصحة المسيرة.
- مصحة الإنبعاث.
- مصحة تليلا.
- مصحة سوس.
- مصحة الهدى.
- مصحة جهان.
- مصحة تيفاوت.
- مصحة التخصصات مولاي يوسف.
- مصحة الضمان الإجتماعي.
- مصحة أكادير للتخصصات.
- مصحة أسوليل.
- مصحة إيليغ.
- المستشفى الخاص بأكادير.

### المكتب الجماعي الصحي
هو مكتب تابع إدارياً للجماعة الحضرية لأكادير، ومن مهامه: محاربة الحشرات والقوارض الضارة، محاربة الكلاب الضالة، المشرحة الجماعية، التعقيم ومكافحة كوفيد-19، مراقبة جودة الهواء، مراقبة المطاعم والمقاهي، حجز وإتلاف المواد الغذائية غير الصالحة للإستهلاك البشري أو الفاسدة.

## المناخ

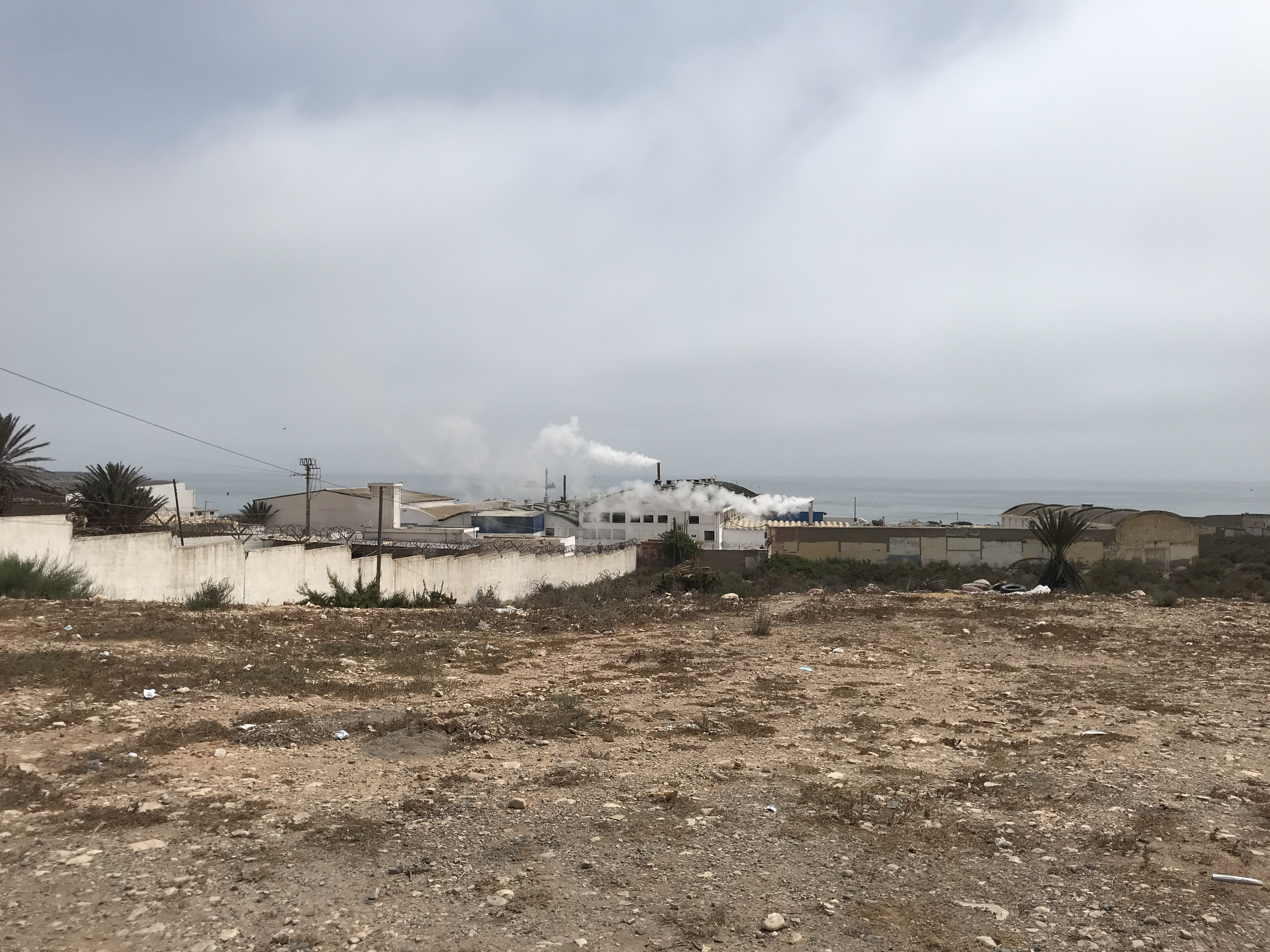
يوجد بحي أنزا العديد من المعامل التي تقوم بتلويث الهواء وإصدار روائح كريهة

مناخ أڭادير مناخ متوسطي وشبه صحراوي في نفس الوقت، حيث تبقى درجة الحرارة اليومية غالباً في العشرينيات، أما المدى الحراري السنوي مشابه لما في مدينة نيروبي بكينيا. ويمر على المدينة ما يسمى بالشرگي، وهي رياح صحراوية تتسبب صيفا بارتفاع مستويات درجة الحرارة عن 40 درجة مئوية. وسجلت أعلى درجة حرارة صيف 2012 حيث بلغت °51.7، وأقل درجة سجلت هي °2.6–.

### المعامل الصناعية في أنزا
يعاني حي أنزا التابع لأكادير مشكلة كبيرة مع المعامل المتواجدة به، حيث يقوم العديد منها بإصدار أدخنة ملوثة للهواء وروائح كريهة، كما يقوم بعضها برمي مخلفاتها مباشرة في البحر. ورغم تخصيص منطقة جديدة بمدخل أكادير لنقل هذه المعامل، لكن معظمها يرفض الانتقال.

### مطرح تاملاست
نجحت أكادير في القضاء على ظاهرة المطارح العشوائية، حيث أن جميع النفايات المنزلية التي تنتج على صعيد مدينة أكادير يتم توجيهها لمطرح تاملاست المراقب، والذي تتولى شركة أوروبية مهمة تدبيره وفق معايير الجودة وشروط السلامة البيئية.

## أعلام أكادير
رياضة
- حسن كشلول (1973-)، لاعب كرة قدم مغربي.
- هشام علوي (1979-)، لاعب كرة قدم مغربي.
- جواد أقدار (1984-2012)، لاعب كرة قدم مغربي.
- عمر نجدي (1986-)، لاعب كرة قدم مغربي.

- عبد الله العشيري (1967-)، حكم كرة قدم مغربي دولي.
- سمير أباعقيل (1970-)، حكم كرة سلة دولي مغربي.

أدب وفنون
- محمد خير الدين (1941-1995)، روائي وشاعر مغربي.
- أحمد أزناك (1956-2019)، فنان ممثل مغربي.
- صوفيا غونس (1986-2011)، مغنية فرنسية من أصول مغربية.

سياسة
- محمد بن سعيد أيت إيدر (1925-2024)، سياسي يساري مغربي.

مستكشفون
- ميشيل فيوشانج (1904-1930)، مستكشف فرنسي.

## الرياضة
البنيات التحتية الرياضية:
- الملعب الكبير لأكادير (ويسمى أيضاً ملعب أدرار).
- ملعب محمد أشكور.
- ملعب الانبعاث.
- القاعاة المغطاة الإنبعاث.
- القاعة المغطاة نعيمة سرسار.
- القاعة المغطاة بنسركاو.
- القاعة المغطاة الزرقطوني.
- المسبح البلدي.

الجمعيات الرياضية:
- جمعية نجاح سوس أكادير لكرة القدم.
- الجمعية الرياضية نجم أنزا لكرة القدم.
- الجمعية الرياضية أمجاد أنزا العليا.

## علاقات دولية
لدى مدينة أكادير اتفاقات توأمة وصداقة مع  مدن عالمية هي:

### اتفاق توأمة
| - فيغان (الفلبين) | - ميامي (الولايات المتحدة) |

### اتفاق صداقة
| - أوكلاند (الولايات المتحدة) |

## وصلات خارجية
- موقع زلزال أكادير 1960
- موقع مهرجان تيمتار
- الموقع الرسمي لمدينة أكادير